# Filaberquí

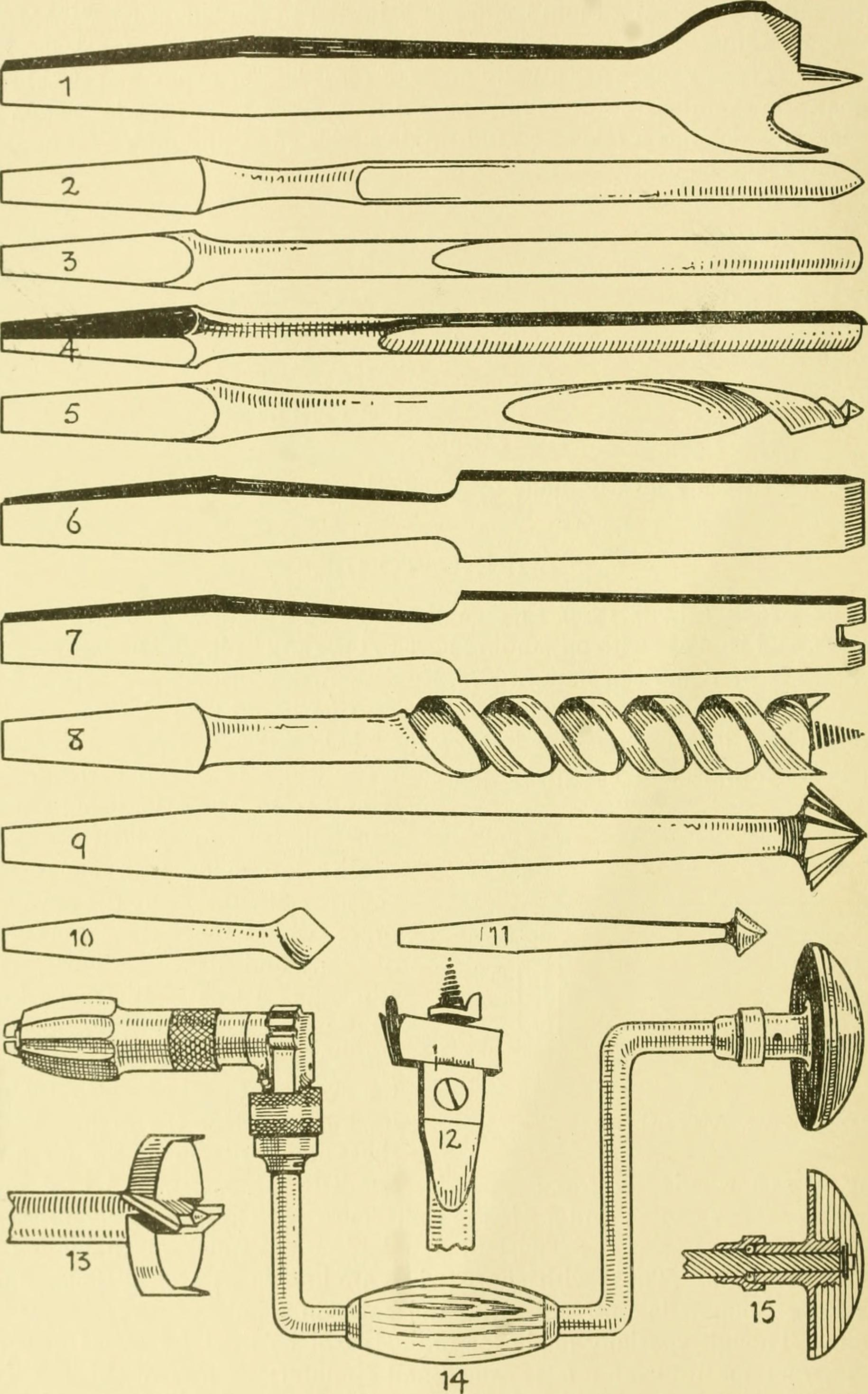
Filaberquí i broques o trepants

Un filaberquí és un trepant que empra la força manual per a perforar forats als materials (principalment la fusta). Aquesta eina consisteix en una tija metàl·lica de doble colze, amb una maneta o agafador semicircular giratori entremig que giravolta quan es fa rodar amb la mà, un extrem de la qual conté el portabroques (on es fixa una broca, un trepador o trepant, una fresa, una barrina, trebinella o un descargolador adaptat al material a perforar i a l'amplada del trau a foradar) i l’altre un pom rodó adaptable al palmell de la mà. Es compon de fusta i de metall.
Té una forma d'U al centre amb dues extremitats, se subjecta amb una mà a la part superior mentre que amb l'altra mà es transmet el moviment rotatiu.
És la precursora dels actuals trepants, als quals s'ha substituït el mecanisme manual per un motor elèctric.

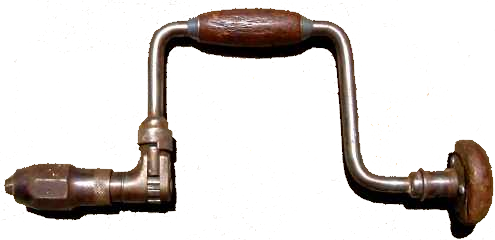
Filaberquí amb trepant i cadell

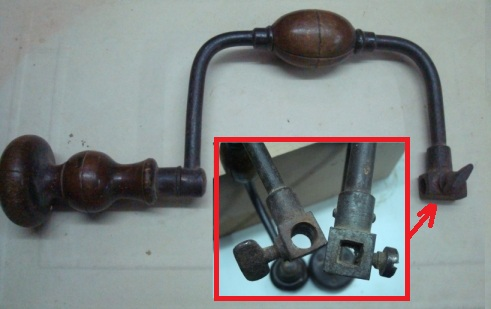
Filaberquí amb emprempta

## Història

### Orígens
El filaberquí passa per ser una invenció de l'atenès Dèdal. Tanmateix, diverses eines intermediàries en realitat han precedit el filaberquí d'ençà de la Prehistòria. Les pedres punxegudes i emmanegades a l'extremitat de mànecs de fusta funcionen probablement per rotació entre les mans dels primers homes. Així mateix, la drille (en francès) (mena de trepant) hauria estat adaptada en l'Antiguitat per a treballar la fusta. Aquesta altra eina seria d'origen nòrdic segons representacions en el tapís de Bayeux. Finalment, al S. XV, als obradors, filaberquins a consciència, pròxims dels nostres filaberquins actuals presenten llavors funcionalitats similars. Tenen la mateixa forma, en forma de lletra « C » i es giren a mà.

### Els primers filaberquins
Al S. XV, el filaberquí de poma figura en diverses iconografies. A l'Anunciació del Maître de Flémalle, té una forma de « C » poc oberta, propícia a perforacions molt específiques. Més lleuger i més mòbil, no exigeix solament un treball a l'horitzontal ans permet de fer traus circulars, per mitjà d'una força més gran, la qual cosa permet de fer una obertura que sigui més pregona i ampla.
Els primers filaberquins eren totalment de fusta. No és sinó a la fi del S. XVI que els filaberquins de ferro forjat es desenvolupin. El seu comerç es difon al  S. XVIII.

## Tipus
- Els primers models de filaberquins tenien un trepant que comportava sigui una empremta cilíndrica, sigui una empremta quadrada que rep una broca per a fusta la cua de la qual té la mateixa forma. Una femella d’orelles assegura el manteniment
- Els models amb trepant (pinça de collament) s'utilitzen amb broques i trepants de cua cilíndrica idèntica a aquelles dels trepants elèctrics.
- Una segona milloració fou aportada amb el cadell que permet de treballar en un espai restringit. El cadell permet de rodar 1/8e.

## Utilització

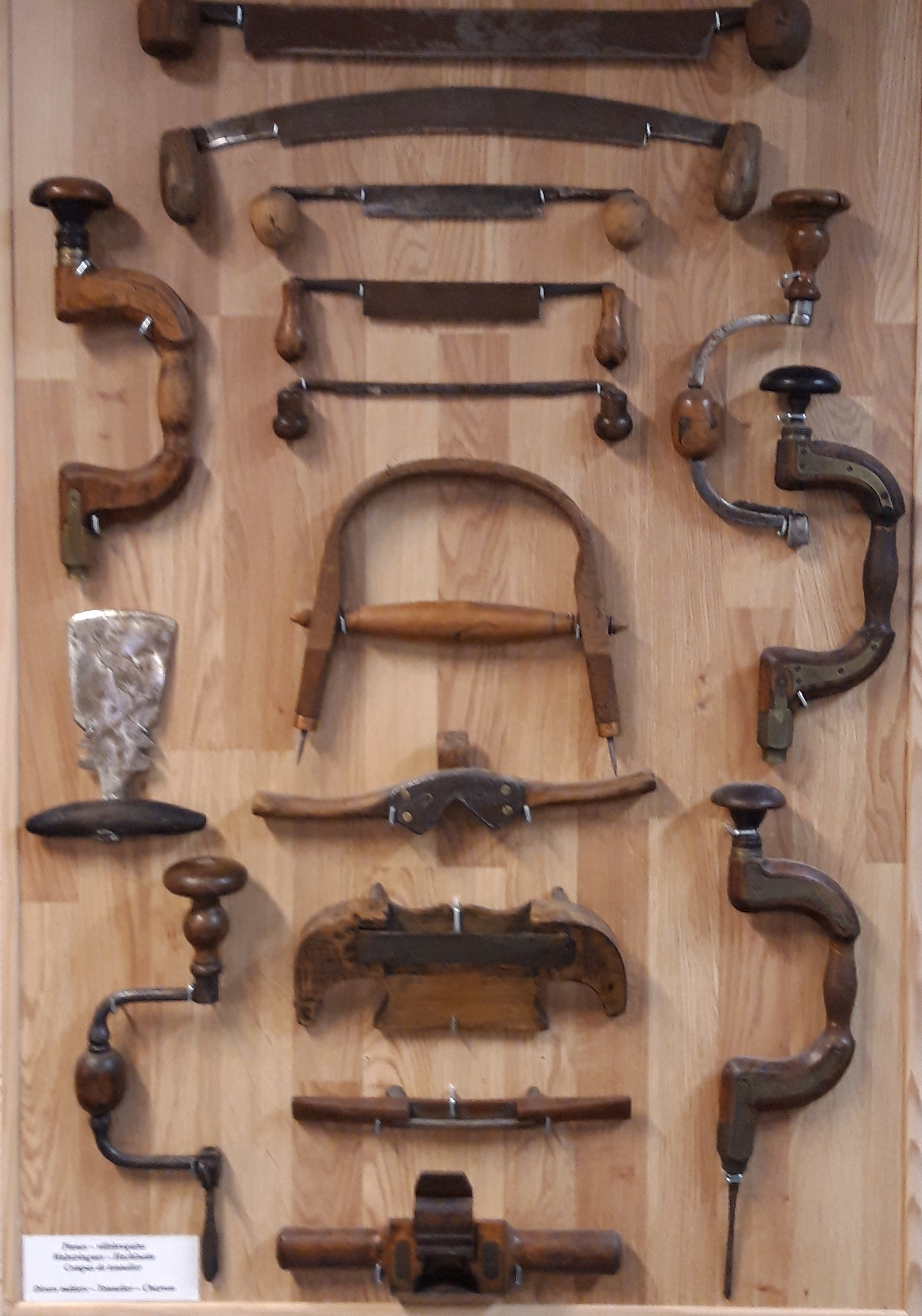
Col·lecció de filaberquins, museu dels oficis de la fusta (Labaroche).

Aquesta eina era molt utilitzada pels fusters d'obra, els fusters i els fusters primaters. Actualment ha estat reemplaçada pels trepants elèctrics i rarament és emprada. Tanmateix, a la diferència dels trepants certs filaberquins, de fabricació artesanal, poden rivalitzar en llur funció. Per als col·leccionistes, són igualment considerats com objectes dignes d'interés perquè de vegades són afaiçonats i de formes atípiques, adaptats als treballs per als quals els artesans els havien de menester Els escandinaus, alemanys o neerlandesos han guardat sobretot alguns datats del S. XIX perquè els filaberquins testimonien d'una evolució de l'einam de certs oficis.